# Rylsky
Ferdinand Albert François Joseph Ladislas Ścibor-Rylski, dit Rylsky, également connu sous le pseudonyme de Ahü, né à Paris 9e le 17 juillet 1901 et mort à Paris 14e le 12 mai 1970, est un peintre et graveur français de la nouvelle École de Paris.

## Biographie
François Ścibor-Rylski naît à Paris le 17 juillet 1901 dans le quartier de Montmartre alors en pleine effervescence artistique.
Son père, Kasimir Ścibor-Rylski (1873-1957), né à Anglet (Pyrénées-Atlantiques), est fils de l’un des instigateurs de l’insurrection polonaise de 1863, lequel, une fois réfugié en Suisse, rencontre une jeune Anglaise, fille du gouverneur de l’Assam (Inde). Ils se marient à Anglet, vivent un temps en Angleterre, puis à Cracovie (Pologne), avant de retourner s’établir sur la côte basque. Kasimir Ścibor-Rylski a une sœur de deux ans son aînée : Rosalie Ścibor-Rylska, la muse, l’amour caché de Paul Claudel. Rylsky ne saura rien de ses origines paternelles. Le divorce de ses parents est prononcé alors qu’il n’a pas encore 6 ans et il ne retrouvera jamais la trace de ce père en dépit de ses recherches.
Sa mère, Catherine Trnka (1880-1939), née à Vienne (Autriche), se remarie en 1909 avec Abel Ahü (1881-1953), architecte à Paris et Vaux-sur-Eure. Le couple n’aura pas d’enfants. Abel Ahü considèrera Rylsky comme son fils adoptif. Jusqu’en 1929, Rylsky sera appelé « Albert Ahü », « S.R. Ahü » ou simplement « Ahü ».
À l’École des beaux-arts de Paris, il s’inscrit en janvier 1918 dans l’atelier d’architecture de Louis Bernier. Son professeur, auteur de la reconstruction de l’Opéra-Comique, mourra un an plus tard. Rylsky étudie en même temps la peinture, car c’est à cet art qu’il compte dédier sa vie, contre l’avis d'Abel Ahü qui aimerait le voir reprendre son cabinet d’architecte.

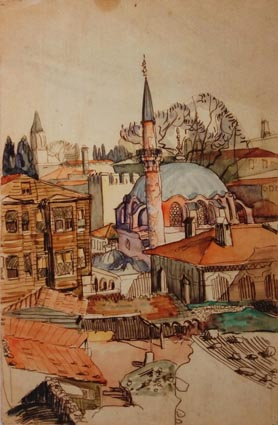
Turquie (vers 1921-1922), localisation inconnue.

Il est incorporé en 1920. Il passe au 43e bataillon du Génie en novembre 1921 et part pour Constantinople quelques jours après la signature de l’accord d’Angora (aujourd'hui Ankara). Stationné pendant plus d’un an, il rapportera de la capitale ottomane un important ensemble de dessins.
Raymond Renefer, un peintre ami de son beau-père Abel Ahü, joua un grand rôle dans l’engagement en peinture de Rylsky. Peut-être l’a-t-il également initié à la gravure. Un atelier Renefer-Ahü dédié aux dessins de publicités, à la décoration est créé en 1924. Renefer enseigne à l’École ABC de Dessin et Rylsky également dès 1925. Si à partir des années 1930, Rylsky s’éloigne stylistiquement de son ainé mais jamais leur amitié et leurs échanges sur le métier ne cesseront.
En 1924, il participe pour la première fois au Salon d'automne. Les années suivantes, il enverra ses toiles au Salon des indépendants.
En 1925, il se marie avec Marie-Louise Germaine Brochet et aura de cette union deux filles, Claude Colette et Catherine.

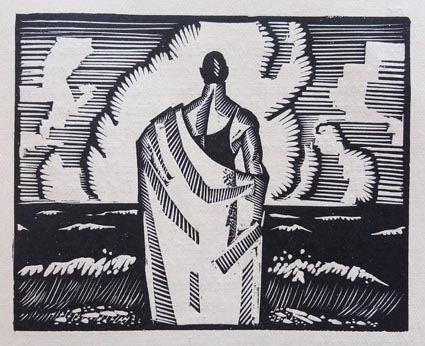
Bois gravé (1926), illustration pour Marise jeune fille de Pierre Villetard.

En 1926 et 1929 paraissent deux ouvrages illustrés d’après les bois gravés de Rylsky, toujours sous le nom d’Ahü : Marise jeune fille de Pierre Villetard et La Nuit de haschich et d’opium de Maurice Magre. Son œuvre gravé est salué par Marcel Roland dans La Gerbe qui témoigne : « C’est ainsi que le « bois » où il a retracé le visage de l’aviateur Roland Garros m’est resté comme un des plus émouvants que j’ai vus ».
De 1930 à 1970, Rylsky est directeur artistique et conseiller technique du service publicité des grands magasins parisiens Aux Trois-Quartiers et Madelios.
Un jour […] les Trois Quartiers appellent comme chef de publicité un peintre qui, résolument, décide de changer l’aspect des catalogues. […] La nouvelle formule que S. Rylski a su imposer, semble avoir atteint son double but commercial et artistique. Le résultat des ventes et les demandes de catalogues émanant de toutes les parties du globe proclamèrent le succès du bon goût sur la médiocrité – ce qui est bien réconfortant.
En 1930, il acquiert dans le Lot une maison mitoyenne avec celles de ses amis peintres, Jean Léon et Roger Bissière.
Au Salon des indépendants et au Salon de l'art français indépendant de 1930, Paul Fierens rend compte à quelques mois d’intervalle : « Rylsky démarque Lurçat, sans pudeur. » et « Georges Braque […] impressionne profondément trois exposants : Bissière […] Jeanneret […] Rylsky enfin, qui regarde aussi du côté de chez Jean Lurçat. » Le Salon de l’Art français indépendant devient Salon de l'œuvre unique en 1932 et nomme Rylsky dans son comité aux côtés de Bissière et d’autres artistes.
En juin 1935 ouvre à Paris le premier Salon de l'art mural. Il est proposé comme jury avec Nicolas Wacker. Il y envoie une œuvre au sujet de laquelle Jacques Lassaigne écrit : « Qui donc a travaillé selon l’esprit véritable du Salon de l’Art mural ? Bien peu d’artistes. Citons au moins Mario Tozzi et Rylsky, qui ont fait de belles fresques. Rylsky montre même par l’excellente frise qui entoure son sujet, la juste place que doit tenir le motif décoratif dans l’art mural. »
Sans doute enseigne-t-il à l'Académie Ranson dès ces années-là, avant la fermeture définitive de l'académie en 1944. S’y trouvent alors Bissière, Charles Malfray, Alfred Manessier, Jean Le Moal, Étienne-Martin, François Stahly, Véra Pagava, Nicolas Wacker… dont « la plupart […] s’orienteront par la suite vers un art abstrait ou informel » et avec lesquels se nouent des liens indéfectibles.
Sa première femme et lui se sont séparés. Il fait la rencontre de Marcelle Fichet avec qui il aura deux autres filles : Christiane et Jacqueline. Ensemble ils découvrent en 1936 à Bajolet, hameau de Forges-les-Bains, une maison paysanne dont l’une des granges est rapidement transformée en atelier. Son ami Jean Bazaine possède justement une maison de famille à Forges-les-Bains.

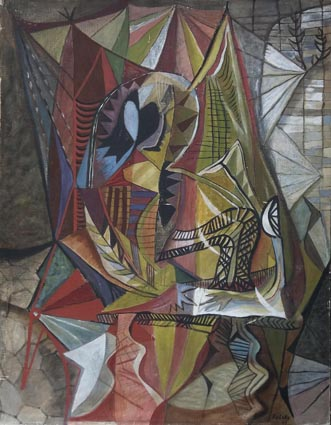
Ange cousant un poème à la machine (1946), exposé au Salon des Tuileries, La Piscine – Musée d’art et d’industrie André Diligent, Roubaix.

La France entre en guerre. Il est rappelé d’urgence le 6 septembre 1939. Fait prisonnier par les Allemands le 22 juin 1940 en Meurthe-et-Moselle, il est interné dans un camp à Châlons-sur-Marne puis admis à l’hôpital des prisonniers de guerre. Après une grève de la faim de 33 jours, il est reconnu inapte définitivement, échappant ainsi au Service du travail obligatoire (STO), avant d’être démobilisé le 28 janvier 1941. Pendant ce temps, Marcelle et leurs deux jeunes enfants se réfugient un temps dans le Lot à Boissièrette chez Roger Bissière. Sa propre maison sera occupée par une autre peintre du groupe de l’Académie Ranson, Charlotte Henschel, qui y demeurera jusqu’à l’hiver 1958.
Il retrouve son travail Aux Trois Quartiers. Il n’est plus seulement chargé des catalogues de la maison mais, entre 1942 et 1945, de la direction de la galerie des Trois Quartiers située au 4e étage du célèbre grand magasin du boulevard de la Madeleine
Ces deux activités lui permettent en outre, dans la France occupée, d’aider ses amis — y compris ceux d’origine juive — en leur passant commande pour des illustrations et en les exposant. Le magazine suisse Graphis consacre un article aux catalogues conçus par Rylsky, illustrés entre autres par Jean Léon, Jean Lurçat, Galanis, Mariano Andreu, et recherchés par les plus grandes institutions internationales comme le Victoria and Albert Museum de Londres.
En 1942, il envoie ses toiles au Salon des Tuileries puis à nouveau au Salon d'automne. Il participe à quelques expositions dont plusieurs dans un but philanthropique, au profit des prisonniers de guerre, des veuves et orphelins des FTP.
Bien qu’il soit locataire d’un atelier à Paris dans le quartier de Montparnasse, au 117, rue Notre-Dame-des-Champs, il passe l’essentiel de son temps dans son atelier de Bajolet, ne se rendant plus que deux fois par semaine à Paris.
En 1946, il participe en tant que membre du conseil de direction et conseiller graphique à la revue Quadrige, fondée et dirigée par René Huyghe, conservateur du département des peintures du musée du Louvre.
Il s’intéresse à la photographie et part en 1947 avec Brassaï à Grasse pour le compte de la Maison Chiris.

En 1948, Rylsky fait une exposition personnelle à la galerie Jeanne Bucher à Paris. En 1951 et 1952, il participe aux expositions collectives de la galerie. Dans sa chronique parisienne, la revue suisse en langue allemande Werk publie : 
La Galerie Jeanne Bucher nous montre de bons tableaux récents de Jean Bertholle et de Vieira da Silva. Un peu moins connu mais pourtant tout à fait digne d'être remarqué, le peintre Rylski expose avec eux. Ses tableaux sont tout à fait à la hauteur des exigences de ceux de Bertholle et de Vieira da Silva. Son cubisme, à la construction rigoureuse, mais extrêmement sensible et personnel, laisse entrevoir à son tour qu'il puise ses sources dans la richesse inépuisable de la nature."

Œuvres de Rylsky exposée à la galerie Jeanne Bucher
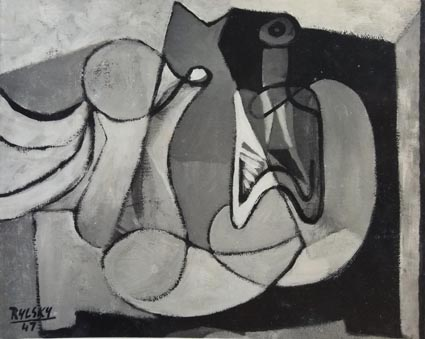
Œuvre de 1947, localisation inconnue.
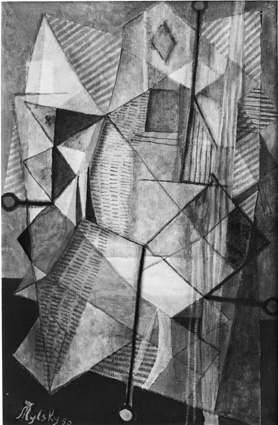
Œuvre de 1950, également exposée au Salon de mai, localisation inconnue.

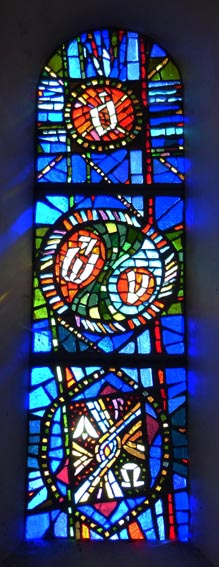
L'Eau (vers 1962-1963), vitrail, abside de l'église Saint-Étienne à Angervilliers.

Tout comme Bazaine, Manessier, Le Moal, Jean Bertholle, Elvire Jan, Rylsky s’engage dans l’art sacré. Sa formation d’architecte lui permet, qui plus est, de répondre à des demandes de rénovations multidisciplinaires : il réalise autant les vitraux, les icônes, que le mobilier, la maçonnerie, etc.
En 1925, il est comme architecte, avec le sculpteur Étienne Forestier, auteur d’un monument érigé à la mémoire de Roland Garros. Celui-ci est inauguré sur les Champs-Élysées avant de rejoindre la ville natale de l’aviateur, Saint-Denis (La Réunion).
De 1953 à environ 1963, il participa à la rénovation de l’église Saint-Étienne d’Angervilliers (Essonne). Rylsky réalise un autel en tressage de tuiles (aujourd’hui détruit), un tabernacle, le tout surplombé d’un Christ en croix en bois polychrome d’inspiration byzantine, doré à la feuille d’or, de 2,25 mètres de haut, ainsi que trois vitraux en dalles de verre coloré, de plusieurs centimètres d’épaisseur, jointoyées par du ciment qui symbolisent l’eau, l’air et le feu. Le quatrième élément, la terre, n’a pas été réalisé. Rylsky s’était formé auprès d’un maître verrier de la cathédrale de Chartres.
De 1955 à 1956, il travaille à la rénovation intérieure de l’église Saint-Léger à Bouclans (Doubs). 
Vers 1950-1960, pour l'édification d’un oratoire dans la commune de Bonnelles (Yvelines), il orne la niche d'une icône de la Vierge du Signe. Mais peu de temps aura passé avant que l’orante de Rylsky ne soit dérobée. 
De plus en plus reclus dans son atelier, il s’adonne à la peinture, ainsi qu'à la poterie, la céramique, la sérigraphie, sonde davantage encore les techniques de la détrempe, de la peinture à l’œuf etc. Il n’exposera plus, lui qui écrivait : « […] mais le temps était gris, mes sentiments également et ce que j’ai fait m’a laissé cette espèce de mécontentement que je ressens à peu près chaque fois que j’expose […] »[réf. nécessaire]. Un autre jour à sa femme : « Le renouveau du spectacle journalier m’émeut sans jamais de lassitude, que ce soit toi, les enfants, le jour, la nuit, la peinture, les plantes, un morceau de bois ou de fer travaillé et la grande ombre ironique me dit, doucement penchée sur moi « il faudra tout quitter, il faudra tout quitter et tu n’auras jamais fini… Quoi que ce soit. »[réf. nécessaire]
Rylsky meurt à Paris le 12 mai 1970.

## Œuvres
- Les Danseuses, 1949[22].

Œuvres de Rylsky
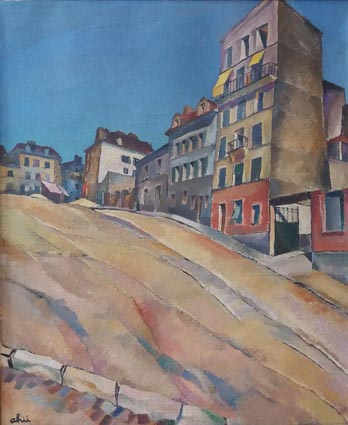
Montmartre (1926), localisation inconnue.
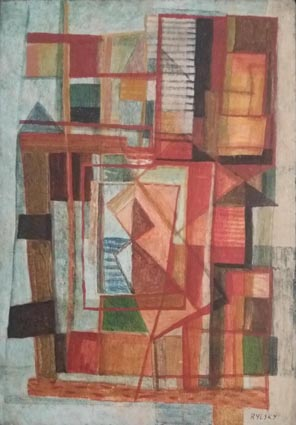
Peinture, localisation inconnue.
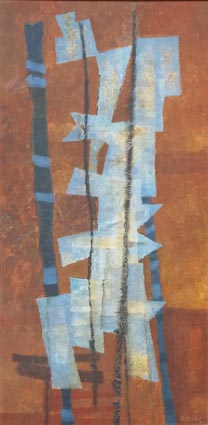
Peinture (1961), localisation inconnue.
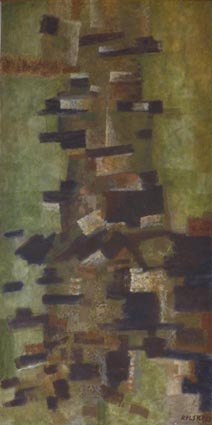
Peinture (1962), localisation inconnue.

### Ouvrages illustrés
- Pierre Villetard, Marise jeune fille, bois gravés de Ahü (pseudonyme de Rylsky), Paris, J. Ferenczi et fils, 1926.
- Maurice Magre, La Nuit de haschich et d’opium, bois gravés en couleurs de Ahü (pseudonyme de Rylsky), Paris, Flammarion, 1929.
- Colette, La Naissance du jour[23].

## Expositions

### Exposition personnelle
- 1948 : Paris, galerie Jeanne Bucher[24].

### Expositions collectives
- 1935 : Paris, Académie Ranson, avec Malfray, Littman, Etienne-Martin, Gold, Bissière, Henschel, Le Moal, Manessier, Wacker...
- 1942 : Paris, Comptoir général de musique française et étrangère, avec Serge Poliakoff et al.[25].
- 1946 : « Art et Résistance », Paris, musée national d'Art moderne.
- 1951 : galerie Jeanne Bucher, avec Jean Bertholle et Maria Helena Vieira da Silva[17].
- 1952 : prix Bührle, Paris, galerie Max Kaganovitch.
- 1952 : Paris, galerie Jeanne Bucher, « Peintures récentes de Bertholle, Biala, Bissière, Brustlein, Dufour, Pagava, Reichel, Rylsky, Szenes, Vielfaure, Vieira da Silva »[26].
- 1953 : exposition au profit des sinistrés néerlandais, Paris, galerie Beaux-Arts Georges Wildenstein.
- 1953 : « An Exchange Exhibition, Paris – New York », Grand Central Moderns, New York[27]
- 1954 : musée de Cognac, exposition d’art sacré, avec Pagava, Paul Eliasberg, Elvire Jan, Manessier…

### Salons
- Salon d'automne : 1924[28], 1944, 1945[29], 1948[30], 1960, 1961[31].
- Salon des indépendants : 1925, 1926, 1927, 1929[32], 1930, 1931, 1934[33].
- Salon de l'art français indépendant : 1930[10], 1931[34] ; devient Salon de l'œuvre unique en 1932[11].
- Salon de l'art mural : 1935[12].
- Salon des Tuileries : 1942, 1943, 1944, 1946, 1947[35].
- Salon de mai : 1951[36], 1952, 1953.
- Salon de l’art sacré : 1952[37].
- Salon des artistes indépendants de Picardie : 1952[38].

### Catalogue d'exposition
- Rendez-vous dans le Lot : 7 peintres, Bissière, Henschel, Léon, LeWino, Manessier, Rylsky, Wacker [exposition musée Henri-Martin, Cahors, 8 juin-29 décembre 2024]  (ISBN 978-2-9526224-1-7)